# Evangelischer Sängerbund
Der Evangelische Sängerbund (esb) ist ein Zusammenschluss von Chören sowie einzelnen Sängerinnen und Sängern innerhalb der Evangelischen Kirche und Gemeinschaftsverbänden in Deutschland seit 1898.

## Geschichte
Die Gründung erfolgte am 11. Juli 1898 in Barmen im heutigen Wuppertal gegründet und zählte Ende desselben Jahres bereits 6000 Mitglieder. 1906 schloss sich der ESB dem Gnadauer Verband an. Bis 1914 wuchs der ESB auf 11900 Mitglieder an. Während des Ersten Weltkrieges mussten viele Chöre dann in Frauenchöre umgewandelt werden. Die Bundessängerfeste des ESB waren während des Nationalsozialismus verboten, 1941 ebenso die Herausgabe des Magazins Singet dem Herrn. Durch Bomben wurde auch das damalige Bundeshaus zerstört und dadurch viele Akten vernichtet.
1947 verlor der ESB nach der Teilung Deutschlands seine Mitglieder im Osten Deutschlands. 1990 fand dann das erste gesamtdeutsche Bundesfest nach der Wiedervereinigung statt.
Zurzeit gehören dem ESB ungefähr 5000 Sänger in gemischten Chören, Männerchören, Frauenchören, jungen Chören und Kinderchören an. Ferner beschäftigt der ESB zwei Musikreferenten, die im Reisedienst die Chöre unterstützen, sowie Mitarbeitende der Geschäftsstelle. Außerdem arbeiten viele ehrenamtliche regionale Mitarbeiter für den ESB.
Der ESB ist Mitglied im Chorverband in der Evangelischen Kirche in Deutschland sowie des Evangelischen Gnadauer Gemeinschaftsverbandes.

## Projektchöre
Die Tonträgerproduktion des ESB begann 1971 unter Reinhold Weber (* 1943), Bundes-Singwart 1971–2007, mit seinem als ESB-Tonbandchor bekannt gewordenem Projektchor. Im Februar jeden Jahres sammelte Weber Sänger unterschiedlicher Chöre des Bundes zu einer Singefreizeit mit anschließender Aufnahmeproduktion von Demobändern als interne Praxishilfsmittel und akustisches Vorbild beim Einzustudieren der neu herausgegebenen Chorsätze. Die Aufnahmen am Ende der Woche fanden dabei im Tonstudio des Evangeliums-Rundfunks statt. Die für die internen Zwecke des Sängerbundes produzierten Aufnahmen fanden auf diese Weise Eingang in das Musikarchiv des ERF und Verwendung in dessen Sendungen. Einige Titel veröffentlichte der Radiosender schließlich über seinen Verlag auch auf Tonträgern. Des Weiteren entstanden Aufnahmen innerhalb der Mitsing-Sendung Freude am Singen von Gerhard Schnitter, in der der Chor wiederholt Gast war.
1994 gründete Bundeswart Johannes Grosse einen Jugendchor von initial 40 Stimmen unter dem Namen HighLife als Landesverbandsjugendchor der Region Mittelrhein des Evangelischen Sängerbundes. Die Stimmzahl stieg kontinuierlich an, bis sich schließlich um die 80 Sängerinnen und Sängern regelmäßig zu Probewochenenden und Konzerten trafen. Durch Zusammenarbeit mit dem leitenden Produzenten im Verlag Gerth Medien, Jochen Rieger, veröffentlichte Johannes Grosse mit seinem Jugendchor mehrere Produktionen. Auch diese Veröffentlichungen verfolgten ein interaktives Konzept, wenngleich diesmal nicht ausschließlich für die Mitglieder des Bundes, sondern vielmehr als Vermarktungsstrategie. Ebenfalls unter der Leitung von Johannes Grosse veröffentlichte der Studiochor HisStory 2002 das Konzeptprojekt „Die Liebe bleibt“ in Kooperation mit Jochen Rieger. Zu den Produktionen von Highlife und HisStory wurden entsprechende Noten für Chor und jeweils eine Klavierausgabe veröffentlicht.
2006 wurde der Projektchor reNEWed gegründet. Die ca. 27 Mitglieder kommen aus ganz Deutschland und stehen unter der Leitung von Musikreferent Thomas Wagler. Der Chor ist bundesweit zu Konzerten unterwegs und folgt Einladungen zu christlichen Konferenzen und Gemeindeveranstaltungen. 2006 trat der Chor im ZDF-Fernsehgottesdienst auf, 2007 im Vorprogramm des Oslo Gospel Choir im RuhrCongress, 2008 auf der Musikfachtagung Vivace in Schwäbisch Gmünd. Das Repertoire besteht aus meist eigenen deutsch- und englischsprachigen Liedern.

## Diskografie

### Katalognummern LP 01 ff. / MC 01 ff. / CD 01 ff.
| Nummer | Nummer | Nummer | Nummer  | Titel | Mitwirkende | Jahr     | Anmerkungen |
| Format | Format | Format | Artikel | Titel | Mitwirkende | Jahr     | Anmerkungen |
| LP | MC | CD | Artikel | Titel | Mitwirkende | Jahr     | Anmerkungen |
| --- | --- | --- | ------- | --- | --- | -------- | --- |
| | | | ??      | Die Weihnachtsgeschichte Mit Worten, Liedern und Instrumenten                                                                                   | Chor | 19??     | |
| | | | ??      | Jesus Christus – Der Erste, der Letzte, der Lebendige Bundessängerfest des Evangelischen Sängerbundes 1975, 11. Mai, Halle Münsterland, Münster | Chor | 1975     | |
| | | | ??      | Immer werden wir’s erzählen Bausteinplatte | Chor | 19??     | |
| [1] Stimmet Hosianna an • [2] Wisst ihr noch, wie es geschehen • [3] Lobt Gott, ihr Christen • [4] Gott setzt als Liebeszeichen • [5] Tod, wo ist dein Stachel • [6] Dir, Gott Vater, dir sei Ehre • [7] Lobsingt dem ewgen König • [8] Wir danken, Herr, für deinen Geist • [9] Über dem Dunkel verworrener Zeit • [10] Dies ist der Tag • [11] Herr, öffne mir die Herzenstür • [12] Danke für die Zeit der Stille • [13] Gott lässt so froh mich werden • [14] Jesus sucht Leute • [15] Wenn Christus heute Menschen sucht • [16] Geh, ruf es auf dem Berge • [17] Komm und sieh • [18] Gott war es selbst an Christi Kreuz • [19] Freue dich beim Herrn • [20] Ach bleib bei uns, Herr Jesu Christ | | | ??      | | Chor | 19??     | |
| | | |         | | |          | |
| X | | | 10      | Feierstunde anläßlich des Bundesfestes des Evangelischen Sängerbundes am 20. Mai 1962 in Stuttgart                                              | Chor aus Sängerinnen und Sänger des Evangelischen Sängerbundes; Posaunenchor aus Blechbläsern des Evangelischen Sängerbundes; Sprecher | 1962     | Live-Mitschnitt; Katalognummer ohne Formatangabe; Alternative Katalognummer: T 74 114                              |
| | | |         | | |          | |
| | | | 14      | Meinen Jesum lass ich nicht | Brüderchor St. Chrischona* unter der Leitung von Martin Leuchtmann; Kammermusikkreis des Diakonissenmutterhaus „Kinderheil“ in Bad Harzburg | 1962     | Single; * Die 100 Sänger des Brüderchores des Predigerseminars St. Chrischona; Alternative Katalognummer: T 746 77 |
| [1] Also spricht Jesus Christus: Ich bin der Weg • [2] Bourree für Streichquartett, Sopranflöte und Continuo von J. A. Schmicerer • [3] Habe deine Lust an dem Herrn • [4] Sarabande für Streichquartett, Sopranflöte und Continuo von J. A. Schmicerer • [5] Herr, unser Herrscher • [6] Allegro aus der Sonate für 3 Altblockflöten und Continuo von A. Scarlatti • [7] Meinen Jesum lass ich nicht | | | 14      | | Brüderchor St. Chrischona* unter der Leitung von Martin Leuchtmann; Kammermusikkreis des Diakonissenmutterhaus „Kinderheil“ in Bad Harzburg | 1962     | Single; * Die 100 Sänger des Brüderchores des Predigerseminars St. Chrischona; Alternative Katalognummer: T 746 77 |
| | | | 15      | Sechs Chorlieder gesungen vom Singwochenchor der 14. Schönblick-Singwoche in Schwäbisch-Gmünd                                                   | Schönblick-Singwochenchor | 1965     | Single; * 100 Frauenstimmen und 60 Männerstimmen der 14. Schönblick-Singwoche in Schwäbisch-Gmünd                  |
| [1] Nötiger als Brot und alle guten Gaben • [2] Stehe fest, o Volk des Herrn • [3] Gedenk an uns, o Herr, wenn du bist in deinem Reich • [4] O Jesu Christi, mein Gott und Herr • [5] Der Stein, den die Bauleute verworfen haben • [6] Herr Gott, dich loben wir | | | 15      | | Schönblick-Singwochenchor | 1965     | Single; * 100 Frauenstimmen und 60 Männerstimmen der 14. Schönblick-Singwoche in Schwäbisch-Gmünd                  |
| X | | | 16      | Sechs Chorlieder vom Bayrischen Landesverbandsfest 1965 in der Gustav-Adolf-Kirche in Nürnberg                                                  | Chor aus Sängerinnen und Sängern des Bayrischen Landesverbandes des Evangelischen Sängerbundes | 1965     | Single |
| X | [1] So glaubt es doch, der Herr ist gut • [2] Fürchte dich nicht, denn ich habe dich erlöst • [3] Aus Gnaden soll ich selig werden • [4] Ich habe nun den Grund gefunden • [5] Es ist vollbracht! Die Liebe hat gesiegt • [6] Es gibt ein wunderbares Wort, das Wort von Herrlichkeit | | 16      | | Chor aus Sängerinnen und Sängern des Bayrischen Landesverbandes des Evangelischen Sängerbundes | 1965     | Single |
| X | | | 17      | Jesus Christus gestern, heute, in Ewigkeit derselbe Bundessängerfest des Evangelischen Sängerbundes, 12. Juni 1966, Berlin                      | Chor aus Sängerinnen und Sänger des Evangelischen Sängerbundes; Posaunenchor aus Blechbläsern des Evangelischen Sängerbundes; Sprecher | 1966     | Live-Mitschnitt; Katalognummer ohne Formatangabe                                                                   |
| | | |         | | |          | |
| X | | | 24      | Also hat Gott die Welt geliebt Bundessängerfest des Evangelischen Sängerbundes 1970, 24. Mai, Messehalle Nürnberg                               | 1 Chor aus Sängerinnen und Sänger des Evangelischen Sängerbundes; 2 Posaunenchor aus Blechbläsern des Evangelischen Sängerbundes | 1970     | Live-Mitschnitt |
| | | |         | | |          | |
| X | | | 26      | Herr ist Jesus Christus 75 Jahre Evangelischer Sängerbund Bundessängerfest des Evangelischen Sängerbundes, Essen, 3.6.1973                      | 1 Chor aus Sängerinnen und Sänger des Evangelischen Sängerbundes unter der Leitung von Martin Leuchtmann, Reinhold Weber und Wolfgang Borchers; 2 Posaunenchor aus Blechbläsern des Evangelischen Sängerbundes unter der Leitung von Klaus Bundrück; Willi Horstmann (Sprecher); Karl-Heinz Eckardt (Sprecher); Siegfried Gumpert (Sprecher); Reiner Nuhn (Sprecher) | 1973     | Live-Mitschnitt |
| X | Intrade aus Fünfstimmige blasende Musik, 1685, Nr. 65, von Johann Pezelius2 • Eingangswort: Psalm 118,24-25 • Dass Jesus siegt, bleibt ewig ausgemacht1 1. Herr der Welt Dass Jesus siegt, bleibt ewig ausgemacht2 • Gross ist der Herr (Gedicht, Siegfried Wild) • Singet dem Herrn ein neues Lied, all Welt soll fröhlich singen mit1 • Was trotzest du, Mensch, auf deine Kraft2 • Du bist der Herr, du lenkest die Geschicke2 2. Herr der Seinen Du meine Seele, singe1 • Jesus liebt mich, in der Krippe lag er für mich1 (Kinderchor) • Jesus Christus ist der Grund (Gedicht, Wolfram Böhme) • Such, wer da will1 (Frauenchor) • Wir liegen fest in Ketten und Schuld1 • Schriftwort: Apostelgeschichte 2,36-38 • Lobsinget Gott, lobsingt! Wir sollen ewig leben!1 • Wir suchen Gott (Gedicht, gekürzt, Siegfried Wild) • Jesu, meine Freude, meines Herzens Weide1 3. Herr in Ewigkeit Herzlich lieb hab ich dich, o Herr2 • Schriftwort: Offenbarung 4,9-11 • Es sind die Reiche der Welt unseres Herrn1 • Gedichtstrophe von Arno Pötzsch • Ich weiß, dass mein Erlöser lebt / Christus, der ist mein Leben1 • Jesus Christus, gestern kamst du (Gedicht, Ernst Decker) • Jesus Christus, gestern und heute1 • Schriftwort: Philipper 2,9-11 • Würdig ist das Lamm, das da starb1; 2 | | 26      | | 1 Chor aus Sängerinnen und Sänger des Evangelischen Sängerbundes unter der Leitung von Martin Leuchtmann, Reinhold Weber und Wolfgang Borchers; 2 Posaunenchor aus Blechbläsern des Evangelischen Sängerbundes unter der Leitung von Klaus Bundrück; Willi Horstmann (Sprecher); Karl-Heinz Eckardt (Sprecher); Siegfried Gumpert (Sprecher); Reiner Nuhn (Sprecher) | 1973     | Live-Mitschnitt |
| | | |         | | |          | |
| LP | MC | | 40      | Lass mich dein sein und bleiben | Tonbandchor des Evangelischen Sängerbundes* unter der Leitung von Reinhold Weber | 1987     | *Bezeichnung bei Initialveröffentlichung: „Ein Singwochenchor des Evangelischen Sängerbundes“                      |
| LP | MC | [1] Nun jauchzt dem Herren, alle Welt • [2] Freuet euch, ihr Gotteskinder • [3] In allen meinen Taten • [4] Lobe den Herrn, meine Seele • [5] Meine Seele ist fröhlich • [6] Ja, ich will euch tragen • [7] Ach bleib bei uns, Herr Jesu Christ • [8] Lobet, ihr Himmel, den Herrn • [9] Christus ist auferstanden • [10] Ich will beten, Gott wird hören • [11] Meine Augen sehen stets auf den Herren (Frauenchor aus Tonbandchor des Evangelischen Sängerbundes) • [12] Herr, bleib bei mir • [13] Wer bis an das Ende beharrt • [14] Eins bitte ich vom Herren (Männerchor aus Tonbandchor des Evangelischen Sängerbundes) • [15] Lass mich dein sein und bleiben | 40      | | Tonbandchor des Evangelischen Sängerbundes* unter der Leitung von Reinhold Weber | 1987     | *Bezeichnung bei Initialveröffentlichung: „Ein Singwochenchor des Evangelischen Sängerbundes“                      |
| LP | MC | | 41      | Also hat Gott die Welt geliebt Chor- und Bläsermusik zu Advent und Weihnachten                                                                  | 1 Hannelore Finkbeiner; 2 Tonbandchor des Evangelischen Sängerbundes unter der Leitung von Reinhold Weber; 3 Pro musica sacra | 1989 (?) | In Koproduktion mit ERF-Verlag, dort unter MC-Nr. 15.033 sowie CD-Nr. 88.008, erschienen.                          |
| LP | MC | [1] Machet die Tore weit2 • [2] Gabriel Angelus (Magnifikat von Tiburtius Massaino)3 • [3] Es kommt ein Schiff, geladen1; 2 • [4] Die Nacht ist vorgedrungen3 • [5] Der König kommt2 • [6] Nun komm, der Heiden Heiland3 • [7] Wie soll ich dich empfangen3 • [8] Wie soll ich dich empfangen2 • [9] Jesus ist kommen2 • [10] Festmusik zu sechs Stimmen von Hans Leo Hassler3 • [11] Kommt, singt und freut euch heut2 • [12] Uns ist ein Kind gegeben2 • [13] Fröhlich soll mein Herze springen2 • [14] Ich steh an deiner Krippen hier1; 2 • [15] Toccata Athanlanta zu acht Stimmen von Aurelio Bonelli3 • [16] Lobt Gott, ihr Christen alle gleich2 • [17] Canzon Septimi Toni a 8 aus Sacrae Symphoniae von Giovanni Gabrieli3 • [18] Also hat Gott die Welt geliebt2 | 41      | | 1 Hannelore Finkbeiner; 2 Tonbandchor des Evangelischen Sängerbundes unter der Leitung von Reinhold Weber; 3 Pro musica sacra | 1989 (?) | In Koproduktion mit ERF-Verlag, dort unter MC-Nr. 15.033 sowie CD-Nr. 88.008, erschienen.                          |
| | | |         | | |          | |
| | | X | 48      | Jesus Christus spricht: Seid getrost Bundessängerfest des Evangelischen Sängerbundes 1992 in Essen                                              | 1 Chor aus Sängerinnen und Sänger des Evangelischen Sängerbundes; 2 Posaunenchor aus Blechbläsern des Evangelischen Sängerbundes | 1992     | Live-Mitschnitt; Spätere Katalognummer 52045                                                                       |
| [1] 3 Bläserstücke2 • [2] Herr, unser Herrscher1 • [3] Nun jauchzt1 • [4] Sei getrost1 • [5] Gott hält und hütet1 • [6] Wenn ich in Angst1 • [7] Ohne Sehen will ich1 • [8] Wer nur den1 • [9] Wo es Mode ist1 • [10] Einer ist dir nahe1 • [11] Vortext zur Ansprache (Chr. Morgner) • [12] Wer will die Auserwählten1 • [13] Fürchte dich nicht1 • [1]4 Warum sollt ich mich1 • [15] Bläserstück von Felix Mendelssohn Bartholdy2 • [16] Ich will mich fügen1 • [17] Befiehl du deine Wege1 • [18] Fürchte dich nicht1 • [19] Richte mich1 • [20] Segen | | X | 48      | | 1 Chor aus Sängerinnen und Sänger des Evangelischen Sängerbundes; 2 Posaunenchor aus Blechbläsern des Evangelischen Sängerbundes | 1992     | Live-Mitschnitt; Spätere Katalognummer 52045                                                                       |
| | | |         | | |          | |
| | | CD | 54      | Erfurt 2000 – Gott suchen, Gott finden, mit Gott leben 6. und 7. Mai 2000 2000 Sänger des Evangelischen Sängerbundes                            | 1 Chor aus Sängerinnen und Sänger des Evangelischen Sängerbundes; 2 Posaunenchor aus Blechbläsern des Evangelischen Sängerbundes | 2000     | Live-Mitschnitt; Spätere Katalognummer: 52054                                                                      |
| [1] Festmusik2 • [2] Mit Singen dich zu loben1 • [3] O Jesu Christ1 • [4] Jesus, zu dir1 • [5] Lob, Anbetung1 • [6] I Come To The Cross1 • [7] Such, wer da will1 • [8] Herr, wohin sollen wir gehen1 • [9] Ich habe nun den Grund gefunden1 • [10] Auf meinen lieben Gott1 • [11] Zeit ist Gnade1 • [12] Wir bekümmern uns nicht1 • [13] Singet dem Herrn1 • [14] Halleluja2 • [15] New Hallelujah Chorus1 • [16] Bei Gott ist nichts unmöglich1 • [17] Freundschaft1 • [18] Walk In The Light1 • [19] How I Love You1 • [20] Worte zum Leben1 • [21] Jesus Is The Rock1 • [22] Jesus, wir kommen1 • [23] Jesus, meine Freude                                                                         | | CD | 54      | | 1 Chor aus Sängerinnen und Sänger des Evangelischen Sängerbundes; 2 Posaunenchor aus Blechbläsern des Evangelischen Sängerbundes | 2000     | Live-Mitschnitt; Spätere Katalognummer: 52054                                                                      |

#### Singles
| Nummer   | Titel                                                                             | Titel                                                                                        | Mitwirkende | Jahr | Anmerkungen |
| Nummer   | Seite A                                                                           | Seite B                                                                                      | Mitwirkende | Jahr | Anmerkungen |
| -------- | --------------------------------------------------------------------------------- | -------------------------------------------------------------------------------------------- | ----------- | ---- | ----------- |
| T 72 059 | - Gott, der du wahrhaftig bist - Wir sollen deine Zeugen sein                     | - Wach auf vom Schlaf - In dir ist Freude                                                    | Chor        | 19?? |             |
| T 72 360 | - Wir danken dir, Herr Jesu Christ - Gott lebet noch                              | - Dies ist der Tag, den der Herr macht - Warum trägst du deine Sorgen                        | Chor        | 19?? |             |
| T 72 572 | - Suchet in der Schrift                                                           | - Ich sah einen neuen Himmel                                                                 | Chor        | 19?? |             |
| T 72 888 | - Weiß ich den Weg auch nicht - Ich will mich fügen - Du kannst uns Flammen geben | - Denk, Mensch, wie dein Heiland dich liebet - Wer will die Auserwählten Gottes beschuldigen | Chor        | 19?? |             |
| T 71 949 | - Ich armer Sünder komm zu dir - Hilf, Helfer, hilf                               | - Du bist der Herr - Ich lag in tiefer Todesnacht - Du bist unser Herr allein                | Chor        | 19?? |             |

### Katalognummern CD 52000 ff. / MC 51000 ff. / Playback-CD 52100 ff.
| Nummer | Nummer | Nummer | Nummer  | Titel | Mitwirkende | Jahr     | Anmerkungen |
| Format | Format | Format | Artikel | Titel | Mitwirkende | Jahr     | Anmerkungen |
| CD | MC | PB     | Artikel | Titel | Mitwirkende | Jahr     | Anmerkungen |
| --- | --- | ------ | ------- | --- | --- | -------- | --- |
| 520 | |        | ??      | Nach vorn Neue Songs und Lieder für Jugendchöre                                                                                             | High-Life unter der Leitung von Johannes Grosse | 1998     | In Koproduktion mit Gerth Medien, dort unter CD-Nr. 939.126, erschienen. |
| | |        |         | | |          | |
| 520 | |        | 45      | Jesus Christus spricht: Seid getrost Bundessängerfest des Evangelischen Sängerbundes 1992 in Essen                                          | Chor aus Sängerinnen und Sängern des Evangelischen Sängerbundes; Posaunenchor aus Blechbläsern des Evangelischen Sängerbundes                                              | 1992     | Live-Mitschnitt; Initial erschienen unter Katalognummer 48 |
| 520 | |        | 45      | | Chor aus Sängerinnen und Sängern des Evangelischen Sängerbundes; Posaunenchor aus Blechbläsern des Evangelischen Sängerbundes                                              | 1992     | Live-Mitschnitt; Initial erschienen unter Katalognummer 48 |
| 520 | |        | 49      | Meine Seele ist fröhlich Neue Songs und Lieder für Jugendchöre                                                                              | High-Life unter der Leitung von Johannes Grosse | 1996     | Initial erschienen unter Katalognummer CD 49; In Koproduktion mit Gerth Medien, dort unter CD-Nr. 939.089, erschienen. |
| 520 | |        | 50      | Frohlockt mit Freuden Gott sei Dank – 1898–1998: 100 Jahre Evangelischer Sängerbund                                                         | ? | 1998     | |
| 520 | [1] Frohlockt mit Freuden • [2] Gott will ich preisen allezeit • [3] Jauchzt, alle Lande, Gott zu Ehren! • [4] Singet dem Herrn ein neues Lied! • [5] Lobe den Herrn, meine Seele • [6] Lobt den Herrn in seinem Heiligtum • [7] Komm in unsre stolze Welt • [8] Herr Gott, du bist unsre Zuflucht • [9] Das Wort geht von dem Vater aus • [10] Führe mich, Herr, auf dem Steig deiner Gnade • [11] Erhalt und, Herr, bei deinem Wort • [12] Schaffs mit mir, Gott, nach deinem Willen • [13] Befiehl dem Herren deine Wege • [14] Bleib bei uns, denn es will Abend werden |        | 50      | | ? | 1998     | |
| | |        |         | | |          | |
| 520 | |        | 52      | Gott sei Dank – Jubiläumsfest Hannover 1998 Gott sei Dank – 1898–1998: 100 Jahre Evangelischer Sängerbund                                   | ? | 1998     | Live-Mitschnitt |
| 520 | [1] Ehre und Preis • [2] Lobsinget Gott, dem Herrn • [3] Jeder, der dankt • [4] Psalm 18 • [5] Preis und Anbetung • [6] Du bist der Kompass • [7] Wer nur den lieben Gott lässt walten • [8] Hallelujah Drive • [9] Aber fasst neuen Mut • [10] Ein feste Burg • [11] Blessed Be The Lord • [12] Singet dem Hernn ein neues Lied • [13] Lieder gegen die Angst • [14] Liebe Gott von Herzen • [15] Turn Back • [16] His Name Will Shine • [17] Ich bin nichts ohne dich, Herr • [18] Nicht uns, Herr, nicht uns • [19] Gloria sei dir gesungen |        | 52      | | ? | 1998     | Live-Mitschnitt |
| 520 | |        | 53      | Freundschaft Neue Lieder für Jugend- und Gemeindechöre                                                                                      | High-Life unter der Leitung von Johannes Grosse | 2000     | In Koproduktion mit Gerth Medien, dort unter CD-Nr. 939.172 / Playback-Nr. 963.172, erschienen. |
| 520 | |        | 54      | Erfurt 2000 – Gott suchen, Gott finden, mit Gott leben 6. und 7. Mai 2000 2000 Sänger des Evangelischen Sängerbundes                        | Chor aus Sängerinnen und Sängern des Evangelischen Sängerbundes; Posaunenchor aus Blechbläsern des Evangelischen Sängerbundes                                              | 2000     | Live-Mitschnitt; Initial erschienen unter Katalognummer: CD 54 |
| 520 | 510 | 521    | 55      | Lobt unsern Gott Für dreistimmigen gemischten Chor                                                                                          | Auswahlchor aus den ESB-Jugendchören Chor’n-Flakes, High-Life und Jugendchor Rhein-Ruhr des Evangelischen Sängerbundes unter der Leitung von Johannes Grosse und Hans Kunz | 2001     | In Koproduktion mit ERF-Verlag, dort unter CD-Nr. 312.(0)88.140 / Playback-Nr. ?, erschienen. |
| 520 | |        | 56      | Die Liebe bleibt Neue Lieder für Jugend- und Gemeindechöre                                                                                  | His-Story unter der Leitung von Johannes Grosse | 2002     | In Koproduktion mit Gerth Medien, dort unter CD-Nr. 939.233 / Playback-Nr. 963.233, erschienen. |
| 520 | |        | 57      | Mit Hoffnung leben Bundessängerfest 2002 4. und 5. Mai, Sporthalle Böblingen                                                                | 1 Chor aus Sängerinnen und Sänger des Evangelischen Sängerbundes; 2 Posaunenchor aus Blechbläsern des Evangelischen Sängerbundes                                           | 2002     | Live-Mitschnitt |
| 520 | [1] Allegro aus dem Concerto Es-Dur2 • [2] Lobe deinen Herrn und beuge dich1 • [3] Du meine Seele, singe2 • [4] Zuerst ein Lob für dich1 • [5] Ich lag in tiefer Todesnacht1 • [6] Komm in unsere stolze Welt (Komm in unsre stolze Welt)1 • [7] Ich will mich freuen des Herrn1 • [8] Fürchte dich nicht1 • [9] Gott lebet noch1 • [10] Ich hoffe darauf, dass du so gnädig bist1 • [11] Das ist meine Freude1 • [12] In dir ist Freude1 • [13] He’s Got The Whole World2 • [14] Sing To The Lord1 • [15] Gott reicht dir seine Hand1 • [16] Dein Werk in mir1 • [17] You Are Mighty1 • [18] Wo die Liebe bleibt1 • [19] The Way1 • [20] Frei wie ein Vogel im Wind1 • [21] Abendzeit1 |        | 57      | | 1 Chor aus Sängerinnen und Sänger des Evangelischen Sängerbundes; 2 Posaunenchor aus Blechbläsern des Evangelischen Sängerbundes                                           | 2002     | Live-Mitschnitt |
| | |        |         | | |          | |
| 520 | | 521    | 59      | Gehalten | ? | 2011 (?) | In Koproduktion mit Musiklabel ERF-Verlag, dort unter Katalognummer 8251 erschienen. |
| 520 | [1] Lob und Preis sei Gott • [2] Gehalten • [3] That’s Why I Sing • [4] Fill Me With Your Presence • [5] I Love To Praise Him • [6] Sing A New Song • [7] We Will Bless Him • [8] He Has Taken My Sins Away • [9] In The Sanctuary • [10] Jesus, nun steh ich vor dir • [11] Du siehst die Wunden • [12] Der Herr behüte dich | 521    | 59      | | ? | 2011 (?) | In Koproduktion mit Musiklabel ERF-Verlag, dort unter Katalognummer 8251 erschienen. |
| | |        |         | | |          | |
| 520 | |        | 60      | Christus ist König Dreistimmige Lieder für Gemischten Chor                                                                                  | Chor | 20??     | |
| 520 | [1] Christus ist König • [2] Erd und Himmel sollen singen • [3] Jauchzet, ihr Himmel • [4] Nun jauchzt dem Herren • [5] Wie soll ich dich empfangen • [6] Als die Welt verloren • [7] Dies ist die Nacht, da mir erschienen • [8] Nun jauchzet, all ihr Frommen • [9] Bleib bei uns, wenn der Tag entweicht • [10] Wenn ich vor deinem Kreuze stehe • [11] Christus ist auferstanden • [12] Der schöne Ostertag • [13] Er ist erstanden, Halleluja • [14] Wir pflügen und wir streuen • [15] Singt fas Lied der Freude • [16] Geh aus, mein Herz, und suche Freud • [17] Du allein • [18] Gott sei Dank durch alle Welt • [19] Ich will dir danken • [20] Weitersagen, weitertragen • [21] Eins macht mich froh • [22] Du bist die Zukunft • [23] Du bist der Weg, wenn alle Wege enden • [24] Bleibt fest in der Liebe • [25] Rede du selbst • [26] Stille vor dir, mein Vater |        | 60      | | Chor | 20??     | |
| 520 | | 521    | 61      | Leben mit dir | Re-new-ed unter der Leitung von Thomas Wagler | 2010     | In Koproduktion mit Musiklabel Hänssler Music, dort unter CD-Nr. 97.159, erschienen. |
| 520 | |        | 62      | Lieder und Motetten Martin Leuchtmann (1904–1990)                                                                                           | Chor unter der Leitung von Martin Leuchtmann | ????     | Kompilationsalbum aus Zweitverwertungstitel vorangegangener Veröffentlichungen der Jahre 1962–1990 in Erinnerung an den verstorbenen Bundeswart des Evangelischen Sängerbundes |
| 520 | [1] Bau dein Reich • [2] Lobe den Herrn, meine Seele • [3] Meine Gedanken sind nicht • [4] Wer will die Auserwählten • [5] Suchet in der Schrift • [6] O Gottessohn • [7] Du fragst nicht mehr • [8] Ich will den Herrn loben • [9] Frohlocke Welt • [10] Gott ruft dich • [11] O Heiland, reiß die Himmel auf • [12] Nimm alle Angst • [13] Auf meinen lieben Gott • [14] Ich will mich fügen • [15] Auf dich, mein Gott • [16] Jesus nimmt die Sünder an • [17] Ich sah einen neuen Himmel • [18] Lobet den Herrn • [19] Sing dein Lied • [20] Ich will beten • [21] Aus den Finsternissen • [22] Jesus Christus, gestern und heute |        | 62      | | Chor unter der Leitung von Martin Leuchtmann | ????     | Kompilationsalbum aus Zweitverwertungstitel vorangegangener Veröffentlichungen der Jahre 1962–1990 in Erinnerung an den verstorbenen Bundeswart des Evangelischen Sängerbundes |
| | | 521    | 62      | Klangfarben Playback | ? | 201?     | Playback-Tonträger zum gleichnamigen Liederbuch |
| [1] Blues Psalm • [2] Dass Gott uns liebt • [3] Die Heilige Schrift • [4] Dir allein gehört der Dank • [5] Du allein bist meine Zuflucht • [6] Du bist mein Herr • [7] Du erfüllst mich mit Leben • [8] Du bist heilig • [9] Du gehst vor • [10] Du kommst • [11] Hab keine Angst • [12] Herr, in deinem Haus • [13] Ich bin bei dir • [14] Ich will dich erheben • [15] In Jesus gibt uns Gott das Leben • [16] Ich will dich mit meinen Augen leiten • [17] Komm, heiliger Geist • [18] Licht der Welt • [19] Morgenchoral • [20] Nicht uns • [21] Stille Zeit • [22] Wo die Liebe bleibt • [23] Worte zum Leben | | 521    | 62      | | ? | 201?     | Playback-Tonträger zum gleichnamigen Liederbuch |
| | | 521    | 63      | Jesus, unsere Freude 1 Weihnachtsfestkreis Playback zum Gemeinschaftsliederbuch und Singt das Lied der Freude, Band 2                       | Playback | 201?     | Playback-Tonträger zum gleichnamigen Liederbuch sowie Singt das Lied der Freude, Band 2; Doppel-CD: CD 1: Jesus, unsere Freude, Nr. 20-42, 81-85; Singt das Lied der Freude 2: Nr. 850-859; CD 2: Jesus, unsere Freude: Nr. 43-80; Themen: Advent, Epiphanias, Weihnachten                                                                              |
| | | 521    | 64      | Jesus, unsere Freude 2 Osterfestkreis Playback zum Gemeinschaftsliederbuch und Singt das Lied der Freude, Band 2                            | Playback | 201?     | Playback-Tonträger zum gleichnamigen Liederbuch sowie Singt das Lied der Freude, Band 2; Doppel-CD: CD 1: Jesus, unsere Freude, Nr. 86-124; CD 2: Jesus, unsere Freude: Nr. 125-146; Singt das Lied der Freude 2: Nr. 860-867; Themen: Passion, Ostern, Himmelfahrt, Pfingsten, Trinitatis                                                              |
| | | 521    | 65      | Jesus, unsere Freude 3 Jesuslieder • Lob und Dank • Gottesdienst Playback zum Gemeinschaftsliederbuch und Singt das Lied der Freude, Band 2 | Playback | 201?     | Playback-Tonträger zum gleichnamigen Liederbuch sowie Singt das Lied der Freude, Band 2; Doppel-CD: CD 1: Jesus, unsere Freude, Nr. 1-19; Singt das Lied der Freude 2: 897-913; CD 2: Singt das Lied der Freude 2: Nr. 873-896; Themen: Jesuslieder, Lob und Dank, Gottesdienst                                                                         |
| | | 521    | 66      | Jesus, unsere Freude 4 Gemeinde • Der Herr der Gemeinde Playback zum Gemeinschaftsliederbuch und Singt das Lied der Freude, Band 2          | Playback | 201?     | Playback-Tonträger zum gleichnamigen Liederbuch sowie Singt das Lied der Freude, Band 2; Doppel-CD: CD 1: Jesus, unsere Freude, Nr. 147-181; CD 2: Singt das Lied der Freude 2: 914-941; Themen: Der Herr der Gemeinde, Die Einheit der Gemeinde, Das Leben der Gemeinde, Umkehr und Nachfolge, Glaube und Leben, Sammlung und Sendung                  |
| | | 521    | 67      | Jesus, unsere Freude 5 Taufe • Abendmahl • Gemeinschaft Playback zum Gemeinschaftsliederbuch und Singt das Lied der Freude, Band 2          | Playback | 201?     | Playback-Tonträger zum gleichnamigen Liederbuch sowie Singt das Lied der Freude, Band 2; Doppel-CD: CD 1: Jesus, unsere Freude, Nr. 182-215; CD 2: Singt das Lied der Freude 2: Nr. 868-872; 942-966; Themen: Taufe, Abendmahl, Gemeinschaft, Kirchenjahr – Wiederkunft, Geborgenheit und Vertrauen, Sterben und ewiges Leben, Kinder, Morgen und Abend |
| | | 521    | 68      | Jesus, unsere Freude 6 Lob und Dank • Anbetung Playback zum Gemeinschaftsliederbuch                                                         | Playback | 201?     | Playback-Tonträger zum gleichnamigen Liederbuch; Doppel-CD: CD 1: Jesus, unsere Freude, Nr. 218-254; CD 2: Jesus, unsere Freude: Nr. 255-279; Themen: Lob und Dank, Anbetung |
| | | 521    | 69      | Jesus, unsere Freude 7 Liebe • Gnade • Glauben • Umkehr und Vergebung Playback zum Gemeinschaftsliederbuch                                  | Playback | 201?     | Playback-Tonträger zum gleichnamigen Liederbuch; Doppel-CD: CD 1: Jesus, unsere Freude, Nr. 280-312; CD 2: Jesus, unsere Freude: Nr. 313-340; Themen: Aus Liebe erwählt, Aus Gnaden gerettet, Zum Glauben gerufen, Zu Jesus umkehren, Vergebung der Sünden                                                                                              |
| | | 521    | 70      | Jesus, unsere Freude 8 Gewissheit • Freude und Geborgenheit Playback zum Gemeinschaftsliederbuch                                            | Playback | 201?     | Playback-Tonträger zum gleichnamigen Liederbuch; Doppel-CD: CD 1: Jesus, unsere Freude, Nr. 341-374; CD 2: Jesus, unsere Freude: Nr. 375-406; Themen: Gewissheit und Freude des Heils, Geborgenheit |
| | | 521    | 71      | Jesus, unsere Freude 9 Wachen und Beten • Nachfolge • Leben im Geist • Gehorsam • Gottvertrauen Playback zum Gemeinschaftsliederbuch        | Playback | 201?     | Playback-Tonträger zum gleichnamigen Liederbuch; Doppel-CD: CD 1: Jesus, unsere Freude, Nr. 407-436; CD 2: Jesus, unsere Freude: Nr. 437-466; Themen: Wachen und Beten, Nachfolge, Leben im Geist, Gehorsam, Gottvertrauen |

### Katalognummern CD 52100/00 ff.
Übungstonträger
| Nummer   | Titel | Mitwirkende                                                                    | Jahr | Anmerkungen                                                                                               |
| -------- | --- | ------------------------------------------------------------------------------ | ---- | --- |
| 52100/99 | Notenausgaben für Gemischten Chor Jahrgang 1999 – Hörmuster | Studiochor des Evangelischen Sängerbundes unter der Leitung von Reinhold Weber | ???? | Übungstonträger zum Notenjahrgang 1999 mit Einspielungen der Choreinzelstimmen                            |
| 52100/99 | [1] Jesus ist kommen / Gloria in excelsis Deo • [2] Steh mir vor Augen • [3] Kommt und lasst uns Christus ehren • [4] Freut euch! Der Herr ist nah • [5] Jesus Christus segne dich • [6] Erd und Himmel sollen singen • [7] Wir sind mitten im Leben • [8] Bringt, was ihr habt, zu mir • [9] Lobe deinen Herrn • [10] Der Friede Gottes • [11] Jesus Christus segne dich [Playback] • [12] Bringt, was ihr habt zu mir [Playback] • [13]-[53] Einzelstimmen-Einspielung zu Titel 1-10 | Studiochor des Evangelischen Sängerbundes unter der Leitung von Reinhold Weber | ???? | Übungstonträger zum Notenjahrgang 1999 mit Einspielungen der Choreinzelstimmen                            |
| 52100/00 | Du schenkst uns Zeit … Notenausgaben für Gemischten Chor 2000 | ?                                                                              | ???? | Übungstonträger zum Notenjahrgang 2000 mit Einspielungen der Choreinzelstimmen                            |
| 52100/00 | [1] Du schenkst uns Zeit, einander zu begegnen • [2] Singt Gott, unserm Herrn • [3] Gelobt sei Gott im höchsten Thron (Kanon) • [4] Zu welchem Ziel reißt uns die Zeit noch hin • [5] Herr, am Ende dieses Tages • [6] Mit deinem Leben hast du alles bezahlt • [7] Bittet, so wird euch gegeben • [8] Herr, dein Wort, die edle Gabe • [9] Das ist ein köstlich Ding • [10]-[43] Einzelstimmen-Einspielung zu Titel 1-9 | ?                                                                              | ???? | Übungstonträger zum Notenjahrgang 2000 mit Einspielungen der Choreinzelstimmen                            |
| 52100/01 | Dein Leben sei ein Lied Notenausgaben für Gemischten Chor 2001 und andere Lob- und Danklieder | ?                                                                              | ???? | Übungstonträger zum Notenjahrgang 2001 mit Einspielungen der Choreinzelstimmen                            |
| 52100/01 | [1] Lobe den Herrn, meine Seele • [2] Fürchte dich nicht • [3] Herr, lass es gelingen • [4] Gott des Himmels und der Erden • [5] Geh aus, mein Herz • [6] Dein Leben sei ein Lied • [7] Singet ein neues Lied • [8] Nun lob, mein Seel, den Herren • [9] Ich hoffe darauf / Du meine Seele, singe • [10] Meine schönste Zier und Kleinod • [11]-[25] Einzelstimmen-Einspielung zu Titel 1, 2, 3 • [26] Fürchte dich nicht [Playback] | ?                                                                              | ???? | Übungstonträger zum Notenjahrgang 2001 mit Einspielungen der Choreinzelstimmen                            |
|          | |                                                                                |      | |
| 52100/03 | Gottes Wort bleibt Notenausgaben für Gemischten Chor 2003 Chorlieder zum Bundessängerfest 2004 „Um Himmels Willen“ des Evangelischen Sängerbundes | ?                                                                              | ???? | Übungstonträger zum Notenjahrgang 2003 sowie Bundessängefest 2004 mit Einspielungen der Choreinzelstimmen |
| 52100/03 | [1] Jesus Christus spricht: Himmel und Erde • [2] Lobet, ihr Himmel, den Herrn • [3] Dein Wort, o Herr, wohnt weit und ewig • [4] Singt, Gott, lobsinget seinem Namen • [5] Dein Wort kommt niemals leer zurück • [6] Du hast mir so oft neuen Mut gegeben • [7] Herr, gib uns jetzt ein Wort • [8] Herr, dein Wort, die edle Gabe • [9] Siehe, ich bin bei euch • [10] Jesus Christus, gestern und heute • [11] Du bist der Weg, wenn alle Wege enden • [12] Der Herr segne uns • [13] Wir feiern deine Himmelfahrt • [14] Meine Seele ist stille in dir • [15] Jesus Christus spricht: Himmel und Erde • [16] Weitersagen, weitertragen • [17] Himmel und Erde werden vergehen | ?                                                                              | ???? | Übungstonträger zum Notenjahrgang 2003 sowie Bundessängefest 2004 mit Einspielungen der Choreinzelstimmen |
| 52100/04 | Aufsehn zu Jesus Notenausgaben für Gemischten Chor 2004 Chorlieder zum Bundessängerfest 2004 „Um Himmels Willen“ des Evangelischen Sängerbundes | ?                                                                              | ???? | Doppel-CD zum Notenjahrgang 2004; CD 2: Übungstonträger mit Einspielungen der Choreinzelstimmen           |
| 52100/04 | [1] O Herr, ich habe lieb die Stätte deines Hauses • [2] Frohlocket, Ihr Völker der Erde • [3] Lasset uns aufsehn, aufsehn zu Jesus • [4] Er ist der Erlöser, Jesus, Gottes Sohn • [5] Lobet Gott in seinem Heiligtum • [6] Der Apostel Petrus spricht | ?                                                                              | ???? | Doppel-CD zum Notenjahrgang 2004; CD 2: Übungstonträger mit Einspielungen der Choreinzelstimmen           |
| 52100/04 | [1]-[8] O Herr, ich habe lieb die Stätte deines Hauses [Einzelstimmen] • [9]-[16] Frohlocket, Ihr Völker der Erde [Einzelstimmen] • [17]-[24] Lasset uns aufsehn, aufsehn zu Jesus [Einzelstimmen] • [25]-[32] Er ist der Erlöser, Jesus, Gottes Sohn [Einzelstimmen] • [33]-[36] Lobet Gott in seinem Heiligtum [Einzelstimmen] | ?                                                                              | ???? | Doppel-CD zum Notenjahrgang 2004; CD 2: Übungstonträger mit Einspielungen der Choreinzelstimmen           |
| 52100/05 | Der Herr sei vor dir Notenausgaben für Gemischten Chor 2005 | ?                                                                              | 200? | Übungstonträger zum Notenjahrgang 2005 mit Einspielungen der Choreinzelstimmen                            |
| 52100/05 | [1] Lob, Preis und Dank sei dir • [2] Licht der Liebe • [3] Ich möchte Glauben haben • [4] Schön ist es, Herr, dir unsern Dank zu bringen • [5] In jener Nacht vor seinem Tod • [6] Still und sacht kommt die Nacht • [7] Herr, bleib bei mir • [8] Der Herr sei vor dir • [9] Dein Wort ist meines Fußes Leuchte • [10] Licht der Liebe [Playback] • [11] Dein Wort ist meines Fußes Leuchte [Playback] | ?                                                                              | 200? | Übungstonträger zum Notenjahrgang 2005 mit Einspielungen der Choreinzelstimmen                            |